# Клебур
Клебур (фр. Cleebourg) насеље је и општина у источној Француској у региону Алзас, у департману Доња Рајна која припада префектури Висембург.
По подацима из 2011. године у општини је живело 701 становника, а густина насељености је износила 66,19 становника/km². Општина се простире на површини од 10,59 km². Налази се на средњој надморској висини од 205 метара (максималној 529 m, а минималној 152 m).

## Демографија
| 1962. | 1968. | 1975. | 1982. | 1990. | 1999. | 2011. |
| ----- | ----- | ----- | ----- | ----- | ----- | ----- |
| 633   | 638   | 623   | 597   | 584   | 636   | 701   |

График промене броја становника у току последњих година